# Melissa Doi
Melissa Cándida "Missy" Doi (Bronx, Nueva York, 1 de septiembre de 1969 - Manhattan, Nueva York, 11 de septiembre de 2001) fue una gerente financiera estadounidense.
Doi es conocida por la llamada telefónica que realizó al número de emergencias 9-1-1 durante sus momentos finales de vida, desde la planta 83 de la torre sur del World Trade Center mientras ésta se encontraba envuelta en humo y llamas. La conversación telefónica fue utilizada como prueba durante el juicio a Zacarias Moussaoui, el único juicio criminal celebrado como resultado de los atentados. Su emocional conversación con la operadora del 9-1-1, Barnes, tuvo repercusión internacional en varios medios de comunicación.

## Primeros años y educación
Doi se graduó en el Spence School, después de haber asistido a la Universidad Northwestern, donde se graduó en 1991 con un grado en sociología y fue miembro de la sororidad de Delta Gamma. Inicialmente, quería convertirse en una bailarina de ballet. Después de graduarse, comenzó a trabajar en el ámbito de relaciones públicas, algo que abandonó posteriormente para trabajar en el mundo de la banca. En 1997, se unió a IQ Financials y pronto se convirtió en gerente financiera. Doi era la única hija de una madre soltera, Evelyn Alderete.

## Atentados del 11 de septiembre de 2001
De acuerdo a la conversación telefónica reproducida durante el juicio a Zacarias Moussaoui, el 11 de septiembre de 2001, cuando   se estrelló contra la torre sur del World Trade Center el Vuelo 175 de United Airlines, ella y otras cinco personas se encontraban atrapados en la planta 83, donde se encontraban las oficinas de IQ Financial Systems. Durante la conversación telefónica, la operadora de emergencias trata de calmar a Doi e intenta conseguir información de su situación. Doi relata: Bueno, no hay nadie aquí todavía, y toda la planta se encuentra envuelta en humo y llamas. Estamos en el suelo y no podemos respirar, y hace mucho, mucho, mucho calor. Debido a razones personales, solo los primeros 4 minutos de la llamada, que tiene una duración de 24 minutos, fueron mostrados al público, junto con el resto de conversaciones telefónicas de personas atrapadas en las torres gemelas, más de 1600 conversaciones. Mientras la torre sur continuaba ardiendo, Doi le pregunta a la operadora: ¿Puede permanecer en el teléfono?, siento que me estoy muriendo.
Cerca del final de la llamada, Doi pronuncia el apellido de su madre y le pregunta a la operadora de emergencias si puede conseguir establecer una comunicación de tres vías, para que así pueda hablar con su madre por última vez. No podemos ponerte con ella, dice la operadora, no tenemos un sistema de tres vías de comunicación. A medida que el humo y el fuego se incrementaban, Doi le comunica a la operadora de emergencias el nombre de su madre y su número de teléfono, para que así la operadora pueda comunicarle la situación de Melissa a su madre.  Esa tarde Alderete recibió una llamada de la operadora de emergencias que había hablado con Doi mientras se encontraba atrapada, diciéndole que tenía un mensaje para ella de parte de su hija: Dile a mi madre que la quiero y que es la mejor madre del mundo. Después de 24 minutos y medio, la conversación telefónica se corta. Se tardaron tres años en encontrar sus restos entre los escombros. En el National September 11 Memorial & Museum, el nombre de Doi se encuentra en el panel S-46 de la piscina sur.